# Heiner Ryssel
Heiner Ryssel  (* 1941 in Plaue, Kreis Flöha) ist ein deutscher Elektroingenieur.

## Leben
Heiner Ryssel wuchs ab 1944 in Bayern auf und nach Besuch der Oberrealschule in Rosenheim studierte er von 1962 bis 1967 Elektrotechnik an der Technischen Hochschule München. Er war von 1968 bis 1969 wissenschaftlicher Mitarbeiter am Institut für Technische Elektronik der TU München und wechselte anschließend an den Lehrstuhl für Integrierte Schaltungen der TU München, wo er von 1970 bis 1974 beschäftigt war. Von 1974 bis 1985 arbeitete er am Fraunhofer-Institut für Festkörpertechnologie in München-Pasing. Heiner Ryssel wurde 1973 mit einer Arbeit zur Ionentransplantation promoviert (Dr.-Ing.) und habilitierte sich 1985 (Dr. habil.), beides an der TU München. 1985 war er gemeinsam mit Peter Eichinger einer der drei Gründer der Firma GeMeTec in München.
Seit März 1985 war Heiner Ryssel Professor für Elektrotechnik an der Friedrich-Alexander-Universität Erlangen-Nürnberg (FAU). Dort baute er ab Frühjahr 1985 den Lehrstuhl für Elektronische Bauelemente (LEB) auf; Mitte 1985 gründete er eine Fraunhofer Arbeitsgruppe, aus der das Fraunhofer-Institut für Integrierte Systeme und Bauelementetechnologie IISB in Erlangen mit Außenstelle in Freiberg hervorging.
Beide Einrichtungen leitete er bis zu seinem Eintritt in den Ruhestand im Oktober 2008.
Er ist "IEEE Life Fellow" (IEEE Fellow), Mitglied der Böhmischen Physikalischen Gesellschaft, der Informationstechnischen Gesellschaft, in der er eine Fachgruppe leitete sowie der Gesellschaft für Mikroelektronik, Mikro- und Feinwerktechnik (GMM), in der er den Fachbereich 6 "Halbleitertechnologie und -fertigung" und anschließend, nach einer Umorganisation, den Fachbereich 1 "Mikro- und Nanoelektronik – Herstellung" leitete. Zusammen mit Hans Glawischnig gründete er 1985 die "Nutzergruppe Ionenimplantation", die als Fachgruppe in beiden Gesellschaften verankert ist und jährlich zwei Fachgruppentreffen veranstaltet. Ryssel erhielt 1998 die Wilhelm-Exner-Medaille  des österreichischen Gewerbevereins sowie 2007 die Fraunhofer-Medaille, 2010 wurde er von der GMM mit dem "GMM Award", der höchsten Auszeichnung dieser Fachgesellschaft, geehrt. Seit 2015 ist Heiner Ryssel Ehrenmitglied des Alumni Verein der Technischen Fakultät der FAU.

## Arbeitsgebiete
Im Mittelpunkt seiner Arbeiten standen und stehen CMOS-Technologie, Ionenimplantation in Halbleiter, Metalle und Kunststoffe, Tribologie, Prozesssimulation, Halbleiterfertigungsgeräte, neue Materialien für die Mikroelektronik und Nanoelektronik. Heiner Ryssel hat eine Vielzahl an Doktor- sowie über 400 Studien-, Diplom-, Bachelor- und Masterarbeiten betreut.
Heiner Ryssel ist Autor und Co-Autor von über 400 Veröffentlichungen, Autor eines Buches über Ionenimplantation gemeinsam mit seinem Doktorvater Ingolf Ruge, das ins Englische und Russische übersetzt wurde und von dem Raubübersetzungen ins Chinesische und Japanische existieren. Weiterhin ist Ryssel Herausgeber von acht Büchern sowie Inhaber und Mitinhaber von mehreren deutschen und internationalen Patenten. Heiner Ryssel war an der Organisation mehrerer internationaler Konferenzen beteiligt: European Solid-State Device Research Conference (ESSDERC) 1985 und 2001, Ion Implantation Technology (IIT) 1982, 2000 und 2018 etc., Microcircuit Engineering (ME) 1992, 6th International Conference of Simulation of Semiconductor Devices and Processes (SISDEP'95) und war Mitglied in zahlreichen Programmkomitees internationaler Konferenzen.

## Werke
- H. Ryssel und I. Ruge: Ionenimplantation. Teubner, 1978, ISBN 3-519-03206-6.
- H. Ryssel und H. Glawischnig (Hrsg.): Ion Implantation Techniques. Springer, 1982, ISBN 3-642-68779-2.
- H. Ryssel und H. Glawischnig (Hrsg.): Ion Implantation: Equipment and Techniques. Springer, 1983, ISBN 3-642-69156-0.
- Риссел, Х.: Ионная имплантация. Москва : Наука, 1983.
- H. Ryssel und I. Ruge: Ion Implantation. Wiley, 1986, ISBN 0-471-10311-X.
- A. Heuberger, H. Ryssel und P. Lange (Hrsg.): ESSDERC 1989. Springer, 1989, ISBN 3-540-51000-1.
- H. Ryssel und D. Stephani (Hrsg.): Microcircuit Engineering 1992. Elsevier, 1993, ISSN 0167-9317.
- H. Ryssel und P. Pichler (Hrsg.): Simulation of Semiconductor Devices and Processes. Springer, 1995, ISBN 3-7091-6619-5.
- H. Ryssel, L. Frey, J. Gyulai, H. Glawischnig (Hrsg.): Ion Implantation Technology (IIT)- 2000. IEEE, 2000, ISBN 0-7803-6462-7.
- H. Ryssel, G. Wachutka, H. Grünbacher (Hrsg.): ESSDERC 2001. Frontier Group, 2001, ISBN 2-914601-01-8.